# Dead Island
『DEAD ISLAND』（デッド アイランド）はTechlandにより開発されたFPS視点のオープンワールド型ホラーアクションゲーム。プラットフォームはWindows、PlayStation 3、Xbox 360。
2016年9月29日には『デッドアイランド:ディフィニティブコレクション』としてPlayStation 4版が発売された。

## 概要
数多くあるゾンビゲームの中、本作の特徴としてあげられるのは格闘攻撃を主体とした戦闘である。銃も登場するが使用頻度は高くなく、プレイヤーはフィールドに存在する鉄パイプやバール、パドルなどを用いてゾンビ達と戦っていく。また経験値によるスキルツリー育成や、お金による武器カスタマイズなどのRPG要素が盛り込まれていることも特徴の一つ。経験値、お金はゾンビを倒すことや、クエストの達成によって得ることが可能。マルチプレイにも対応し、最大4人までのcoopプレイが可能である。
本作のトレーラー映像は、2011年6月のカンヌライオンズ 国際クリエイティビティ・フェスティバルにて金賞を受賞した。
また続編となる『Dead Island: Riptide』がWindows、PlayStation 3、Xbox 360で発売されている。
2014年には正統続編『Dead Island 2』が発表されたものの開発は中断され、Dambuster Studiosの下で2018年から改めて一から開発が始まった。プラットフォームはWindows、PlayStation 5、Xbox Series X/S、PlayStation 4、Xbox Oneで、2023年4月21日に発売された。

## ストーリー
ゲームの舞台となるのはパプアニューギニアにあるとされる架空の島、バノイ島。主人公達はリゾートホテルに滞在していたところ、ゾンビ達の襲撃によって目覚める。生存者の捜索と救援を行いつつ、島からの脱出手段を探していくことになる。

## 登場人物

### 主人公
シアン・メイ
声 - 高森奈緒
香港警察の女性警察官。知的で優秀かつスポーツにも長けており、父から教わった西安武術も使いこなす才媛。父は香港警察の主任警部であったが、彼女が10歳の頃に和勝和の殺し屋に殺害されている。自身も香港警察に所属する女性警察官であり、女性のみで構成された特殊部隊、組織犯罪対策部隊の一員となったが、彼女らは一度も現場に派遣されたことはない。そのため、見せかけだけの部隊であると彼女は結論づけている。上司に命じられてロイヤルパームス・リゾートの従業員として裕福な西洋人を調査するスパイ活動をしていたところ、今回の事件に巻き込まれる。
戦闘ではナイフやマチェーテなど刃物の扱いを得意とする。
サム・B
声 - 山野井仁
かつて"Who Do You Voodoo, Bitch?"というほんのお遊びで作った曲でヒットチャートのトップに登りつめた経験のある一発屋のラップスター。ニューオリンズ出身。幼い頃に父親は刑務所で亡くなり、母親が立ち直れなくなったため祖母に育てられている。かつては酒とドラッグに溺れていた中毒者でもあった。現在はロイヤルパームス・リゾートで週4回のライブを行っている。オファーを受け、これが栄光を取り戻せるチャンスとして、この島へ訪れた。
戦闘ではハンマーやバットなど鈍器の扱いを得意とする。主人公らの中で唯一、体当たりで敵を吹き飛ばす「タックル」を習得可能。
ローガン・カーター
声 - 咲野俊介
かつてはNFLのスター選手だったが、無謀な路上レースを行って事故を起こし、同乗していた女性を死なせてしまう。また、同時に自身の膝にも大きな怪我をしてしまい、スポーツ選手としてのキャリアが閉ざされてしまう。スターダムから転げ落ちた彼ではあるが、現在はカナダのセミプロチームに所属している。かつての名声もあってか、献血運動からのオファーをうけて今回バノイへ訪れた。
戦闘では敵に刃物や鈍器を投げ付ける投擲攻撃を得意とする。
プルナ・ジャクソン
声 - 深見梨加
VIPのボディーガード。かつてはシドニー警察の刑事だったが、女性であることと、母親がアボリジニであることから同僚にイジメを受けていた。在職中、富と政治的なコネによって法の裁きを受けないとある小児性犯罪者に発砲したことによって、刑事としてのキャリアを失ってしまう。以降、金持ちを嫌いながらもその警護を続けている。
元警官というだけあって戦闘では銃火器の扱いを得意とする。

### リゾート
ジョン・シナモイ
声 - 佳月大人
バノイ島リゾート地区のライフガードのリーダー。顔にまでタトゥーを施している。物語冒頭、ホテルで気を失っていた主人公4人を助けた人物であり、主人公たちに様々な依頼を行う。
ジェームス・スタイン
リゾート地区の灯台にいる、生存者達のリーダー格。元々はシナモイと行動していたが、彼と意見が合わず多数の生存者を引き連れて灯台に避難した。
ニコライ
モーズビー地区にあるカフェ・キエフのオーナーであるロシア人。ヘリコプターで島からの脱出を図ったが、ヘリコプターが故障で墜落し、ダイヤモンド・ビーチで立ち往生していた。
ジン
声 - 丸山雪野
とある理由で整備工の父親と別れ、主人公たちと共に行動することになった少女。
ゲーム中では主人公が持ち歩かないアイテムを預かる役割も担う。
終盤にライダーとの口論の末、発症したエミリーを解き放ちライダーを感染させるが、逆に怒り狂った彼によって射殺されてしまう。
アール
ジンの父親で、整備工。
感染者に噛まれてしまい、自分の命が長くないことを察している。主人公達のワゴン車を改造した後にジンを彼らに託して自身は工場に留まった。終盤、様子を見に戻って来たジンの前に感染者となった変わり果てた姿で現れ、彼女によって葬られる。

### モーズビー地区
マザー・ヘレン
モーズビー地区にある教会「聖クリストファー教会」のシスターで、生存者たちのまとめ役。
ジョセフ
教会に避難している生存者。富裕区へ物資を探しに行く主人公たちの案内役を務め、下水道まで案内する。
ニック
モーズビー地区の南にある広場のリーダー。従軍経験がある。
トッド・タニス
モーズビー市長。アウトブレイク発生後は生存者達とともに市庁舎に篭もっていた。
市庁舎に現れた主人公達を訝しみ支援を断る。後に市庁舎が感染者たちに襲撃されて壊滅し、自身も感染者（サグ）となって変わり果てた姿で主人公達と対面する。
ジョシュ
市庁舎に避難している生存者。市長に支援を断られた主人公達に、スーパーマーケットへ行って物資を調達するよう提案する。

### ジャングル
マチュテロ
ジャングルのリバー村にいる、アフランと対立している派閥のリーダー。モーウェンとは信頼関係があり、彼の仕事を代理で行っている。
モーウェン
ジャングルの奥地に住む密輸業者。刑務所へ行くルートを知っている唯一の人物。

### 研究所
ロバート・ウェスト
ジャングルの奥地にある研究所の博士。アウトブレイクの原因となった病「クブ病」について研究している。
遂にはイェレマから採取した血液からワクチンの精製に成功する。
何度も血を抜かれるのを嫌がったイェレマは感染者拘束用の檻に閉じ籠ってしまう。イェレマを檻から出そうとするが、誤って感染者のいる檻ごと解放してしまい感染者によって殺害されてしまう。
ウィル
研究所の職員。研究所にやってきた主人公たちを中へ誘導した。
オペ
研究所付近の集落に住む原住民の族長。
イェレマ
集落に住む原住民で、族長の娘。主人公たちに助けられ、研究所まで同行する。
DLC「ライダー・ホワイト」にて彼女自身が「クブ病」の感染源である事が判明する。彼女が主人公達と脱出した事でさらなる悲劇が生まれる結果となった。

### 刑務所
タイタス・カブイ
刑務所の囚人で、リーダー格。主人公たちに様々な依頼を行う。
ケビン
刑務所の囚人。電子機器などの扱いに優れる。刑務所で主人公達の活動を支援してくれる。
最後は主人公達と共にヘリで脱出した。
DLC「ライダー・ホワイト」にてその正体が判明する。世界的なハッカー「カロン」と呼ばれ、テロリストやギャングに雇われ数々の犯罪に加担していたらしい。
ライダー・ホワイトになりすまし、「ザ・ボイス」として主人公に無線を送っていたのも彼だった。ウェスト博士の研究所のセキュリティーをハッキングし、研究用に拘束された感染者を解き放つように改竄したのも彼。今作での黒幕的な存在。
ライダー・ホワイト
声 - 石井康嗣
BIDF（バノイ島防衛軍）の大佐。刑務所におり、ゲーム序盤から主人公達に無線で指示を出してくる。妻のエミリーが感染し、治療法を探している。
終盤で主人公達を裏切り、エレベーターに仕掛けた催眠ガスで主人公達を眠らせてワクチンを奪う。最終局面にて発症した妻に噛まれて感染したため、止む無く妻を殺害し、自身にワクチンを投与する。しかし投与したものが実はウィルスだったため変異し、主人公達と交戦し死亡する。
DLC「ライダー・ホワイト」での主人公。実際は主人公達に無線を送っていたのは彼ではなかった。モーズビー市街で感染者の鎮圧や、橋の破壊などによる封鎖に従事していたらしく、刑務所でケビンことカロンに聞き出すまでは主人公達の事も知らなかった。ある意味、今作で一番の被害者と言える。

## 敵

### 感染者
ウォーカー
所謂、一般的なゾンビ。普段は周辺を徘徊したり死肉を貪っている他、死体だったのがプレイヤーが近づくか攻撃を加えると起き上がる個体もいる。肉体の損傷がひどいためかあまり動きは早くないが、プレイヤーに襲い掛かる時は素早くなる。殴るか組み付いて噛みついてくる他、生前に持っていた武器で攻撃するか投擲する個体もいる。
インフェクテッド
ウォーカーの強化版ともいえるゾンビ。目が赤くウォーカーより狂暴な上に格段に身体能力が向上しており、プレイヤーを見つけると奇声を上げながら猛スピードで襲って来る。ウォーカーよりも攻撃は激しいが、体力は若干低め。肉体の損傷はそれほどひどくなく、死んで間もない者がなりやすい傾向がある（トレーラーでインフェクテッドに噛まれて死んだ少女が、直後に同じインフェクテッドになっていた）。
サグ
特殊感染者の一体で、常人より一回り巨大化した大男のゾンビ。両腕を振り回して攻撃し、当たると一撃で吹き飛んでダウンするほど強力。体力も多いが、その分動きは遅い。
スーサイダー
特殊感染者の一体で、上半身が異常に膨れ上がったゾンビ。体力はあまりないが、倒すと爆発して大ダメージを与えるため、接近戦は不向き。また、プレイヤーを見つけると「Help me」と呟きながら近づいていき、そばまで近づくと自爆する。
ラム
特殊感染者の一体で、囚人の拘束衣で拘束された巨漢ゾンビ。プレイヤーを見つけると突進して体当たりしてくる。また、真っすぐ突進するわけではなく、プレイヤーに向かって方向を修正するため、少し位置をずらした程度では意味が無い。障害物にぶつかるかある程度まで走ると止まる。接近されるとキックで吹き飛ばしてダウンさせる。正面からの攻撃はほとんど効かないが、背中が弱点。
フローター
特殊感染者の一体で、水死体のように全身が膨れ上がったゾンビ。毒性のゲロを吐いて攻撃する。
ブッチャー
特殊感染者の一体で、骸骨のような頭と手が無く腕の骨が剥き出しのゾンビ。動きが素早くて攻撃も激しく、インフェクテッドの強化版のような存在。

### 人間
ギャング
モーズビー地区を根城としているゴロツキ達。ダウンジャケットを着ている者が多く、バットやピストルなどを装備し、近づくプレイヤーを容赦なく襲って来る。
盗賊
ジャングルを根城とするならず者達。ピストルやライフルを装備している。
看守
刑務所で生き残っている看守達。ピストルやライフルを装備している。

## 日本向けのPS3版及びXbox 360版における変更点
CEROの規定クリアの為なのか海外向けとの間で一部の表現ならびに仕様の変更がなされている（日本向けのWindows版は変更なし）。
- 人間の敵キャラの部位欠損表現の削除（ゾンビの部位欠損表現は変更なし）
- ゾンビの内臓部分の色味変更
- オンラインモードにおける日本向けの限定マッチング

## デッドアイランド:ディフィニティブコレクション
『デッドアイランド:ディフィニティブコレクション』(Dead Island Definitive Collection) は『デッドアイランド』と『デッドアイランド:リップタイド』とダウンロードコンテンツをセットにしたコレクションパッケージ。グラフィックのリニューアルの他に新たに16Bit風のゲーム『デッドアイランド:レトロリベンジ』を収録している。WindowsとXbox One及びPlayStation 4で発売された。日本語版はPlayStation 4のみで2016年9月29日発売。